# Почесний громадянин Тернопільської області
Почесний громадянин Тернопільської області — обласна відзнака Тернопільської області, якою відзначаються громадяни за вагомий особистий внесок у розвиток Тернопільщини в різних галузях. Зокрема, економіки, науки, освіти, мистецтва, охорони здоров'я, спорту, відродження та примноження надбань національної культури, створення матеріальних і духовних цінностей, миротворчу, доброчинну діяльність, бойову звитягу, мужність і відвагу при рятування людей, ліквідації наслідків надзвичайних ситуацій та стихійного лиха.

## Про відзнаку
Заснована з ініціативи голови Тернопільської обласної ради Василя Хомінця і затверджена на п'ятому пленарному засіданні 52 сесії 15 жовтня 2015 року.

Відзнака «Почесний громадянин Тернопільської області» є 
|  | вищим знаком вдячності територіальних громад області мешканцям краю та, як виняток, інших регіонів України та громадянам інших держав, які зробили значний особистий внесок у соціально-економічний та культурний розвиток тернопільського краю. Право присвоєння звання почесного громадянина належить винятково Тернопільській обласній раді та реалізується у формі прийняття відповідного рішення ради. |

Удостоєний звання почесного громадянина нагороджується нагрудним знаком «Почесний громадянин Тернопільської області», йому вручається відповідне посвідчення, а також  виплачується разова грошова винагорода у розмірі 10 мінімальних заробітних плат.
Право присвоєння звання почесного громадянина належить винятково Тернопільській обласній раді та реалізується у формі прийняття відповідного рішення ради.

## Нагрудний знак

Нагрудний знак «Почесний громадянин Тернопільської області»

Нагрудний знак «Почесний громадянин Тернопільської області» в основі має форму восьмикутної зірки з різнобіжними променями. Чотири більші промені є основою для хреста, а між ними чотири менші промені. Хрест покритий емаллю синього кольору, обрамлений смужкою жовтого кольору.
Всередині нагрудний знак вінчає стилізований геральдичний щит герба Тернопільської області навколо якого білими буквами на синьому тлі розміщено напис «Почесний громадянин Тернопільської області».
На зворотному боці нагрудного знака розміщено застібку для кріплення відзнаки до одягу.
Розмір нагрудного знака в діаметрі — 50 мм. Нагрудний знак виготовлено з латуні з гальванопокриттям деталей нікелем та емаллю.

## Джерело
- Рішення Тернопільської обласної ради від 15 жовтня 2015 року № 2006 «Про обласну відзнаку — звання «Почесний громадянин Тернопільської  області»».